# Thomas FitzAlan, XVII conte di Arundel
Thomas FitzAlan (Arundel, 1450 – Singleton, 25 ottobre 1524) è stato un nobile inglese.

## Biografia
Era figlio di William FitzAlan, XVI conte di Arundel e di Joan Neville, figlia di Richard Neville, V conte di Salisbury.
Sposò Margaret Woodville, sorella della regina Elisabetta, sposa di Edoardo IV d'Inghilterra. Il matrimonio era stato organizzato dalla regina, come avvenne per quello di tutti i suoi fratelli.
Venne creato cavaliere dell'Ordine del Bagno il 27 giugno 1461 all'incoronazione di Edoardo IV d'Inghilterra e venne eletto cavaliere dell'Ordine della Giarrettiera il 27 giugno 1474.
Con il titolo di Lord Mautravers fu uno dei pari presenti all'incoronazione di Riccardo III d'Inghilterra, avvenuta il 6 luglio 1483 e nel 1471 sedette in parlamento.
Nel settembre del 1486 ebbe l'onore di fare da padrino al figlio maggiore ed erede di Enrico VII d'Inghilterra, il principe Arturo Tudor. Il 25 novembre 1487 sorresse l'asta e la colomba all'incoronazione di Elisabetta di York.
Succedette a suo padre come conte di Arundel nel 1488.
Fu due volte eletto luogotenente dell'Ordine della Giarrettiera, il 19 luglio 1489 e di nuovo nel 1517. Nel 1489 venne nominato Warden del New Forest.
Morì il 25 ottobre 1524 a Downly Park a Singleton, Sussex, all'età di 74 anni; venne sepolto con la moglie nella chiesa di Arundel.

## Matrimonio e discendenza
Sposò prima del 17 febbraio 1466 Margaret Woodville, seconda figlia di Richard Woodville, I conte di Rivers, La coppia ebbe quattro figli:
- William FitzAlan, XVIII conte di Arundel;
- Edward FitzAlan;
- Margaret FitzAlan, che sposò John de la Pole, I conte di Lincoln[6];
- Joan FitzAlan (?- 14 novembre 1508), che sposò George Neville, V barone Bergavenny.

## Ascendenza
|                                        |                                       |                                             | Genitori                                        |  |  | Nonni |  |  | Bisnonni                         |  |  | Trisnonni                       |  |
|                                        |                                       |                                             |                                                 |  |  |       |  |  | John FitzAlan, II barone Arundel |  |  | John FitzAlan, I barone Arundel |  |
|                                        |                                       |                                             |                                                 |  |  |       |  |  | John FitzAlan, II barone Arundel |  |  | John FitzAlan, I barone Arundel |  |
|                                        |                                       | Eleanor Maltravers, II baronessa Maltravers |                                                 |  |  |       |  |  | John FitzAlan, II barone Arundel |  |  |                                 |  |
| John FitzAlan, XIII conte di Arundel   |                                       |                                             |                                                 |  |  |       |  |  | John FitzAlan, II barone Arundel |  |  |                                 |  |
|                                        |                                       | Elizabeth le Despenser                      | Edward le Despencer, I barone le Despencer      |  |  |       |  |  |                                  |  |  |                                 |  |
|                                        |                                       | Elizabeth le Despenser                      | Edward le Despencer, I barone le Despencer      |  |  |       |  |  |                                  |  |  |                                 |  |
|                                        |                                       | Elizabeth le Despenser                      | Elizabeth de Burghersh, III baronessa Burghersh |  |  |       |  |  |                                  |  |  |                                 |  |
| William FitzAlan, XVI conte di Arundel |                                       | Elizabeth le Despenser                      |                                                 |  |  |       |  |  |                                  |  |  |                                 |  |
|                                        |                                       | John Berkeley                               | Thomas de Berkeley, III barone Berkeley         |  |  |       |  |  |                                  |  |  |                                 |  |
|                                        |                                       | John Berkeley                               | Thomas de Berkeley, III barone Berkeley         |  |  |       |  |  |                                  |  |  |                                 |  |
|                                        |                                       | John Berkeley                               | Katherine de Clevedon                           |  |  |       |  |  |                                  |  |  |                                 |  |
| Eleanor Berkeley                       |                                       | John Berkeley                               |                                                 |  |  |       |  |  |                                  |  |  |                                 |  |
|                                        |                                       | Elizabeth Betteshorne                       | John Betteshorne                                |  |  |       |  |  |                                  |  |  |                                 |  |
|                                        |                                       | Elizabeth Betteshorne                       | John Betteshorne                                |  |  |       |  |  |                                  |  |  |                                 |  |
|                                        |                                       | Elizabeth Betteshorne                       | Gouda de Cornailles                             |  |  |       |  |  |                                  |  |  |                                 |  |
| Thomas FitzAlan, XVII conte di Arundel |                                       | Elizabeth Betteshorne                       |                                                 |  |  |       |  |  |                                  |  |  |                                 |  |
|                                        | Ralph Neville, I conte di Westmorland | John Neville, III barone Neville di Raby    |                                                 |  |  |       |  |  |                                  |  |  |                                 |  |
|                                        | Ralph Neville, I conte di Westmorland | John Neville, III barone Neville di Raby    |                                                 |  |  |       |  |  |                                  |  |  |                                 |  |
|                                        | Ralph Neville, I conte di Westmorland | Maud de Percy                               |                                                 |  |  |       |  |  |                                  |  |  |                                 |  |
| Richard Neville, V conte di Salisbury  | Ralph Neville, I conte di Westmorland |                                             |                                                 |  |  |       |  |  |                                  |  |  |                                 |  |
|                                        |                                       | Joan Beaufort                               | John, I duca di Lancaster                       |  |  |       |  |  |                                  |  |  |                                 |  |
|                                        |                                       | Joan Beaufort                               | John, I duca di Lancaster                       |  |  |       |  |  |                                  |  |  |                                 |  |
|                                        |                                       | Joan Beaufort                               | Katherine Swynford de Roet                      |  |  |       |  |  |                                  |  |  |                                 |  |
| Joan Neville                           |                                       | Joan Beaufort                               |                                                 |  |  |       |  |  |                                  |  |  |                                 |  |
|                                        |                                       | Thomas Montacute, IV conte di Salisbury     | John Montacute, III conte di Salisbury          |  |  |       |  |  |                                  |  |  |                                 |  |
|                                        |                                       | Thomas Montacute, IV conte di Salisbury     | John Montacute, III conte di Salisbury          |  |  |       |  |  |                                  |  |  |                                 |  |
|                                        |                                       | Thomas Montacute, IV conte di Salisbury     | Maud Francis                                    |  |  |       |  |  |                                  |  |  |                                 |  |
| Alice Montacute                        |                                       | Thomas Montacute, IV conte di Salisbury     |                                                 |  |  |       |  |  |                                  |  |  |                                 |  |
|                                        |                                       | Eleanor Holland                             | Thomas Holland, II conte di Kent                |  |  |       |  |  |                                  |  |  |                                 |  |
|                                        |                                       | Eleanor Holland                             | Thomas Holland, II conte di Kent                |  |  |       |  |  |                                  |  |  |                                 |  |
|                                        |                                       | Eleanor Holland                             | Alice FitzAlan                                  |  |  |       |  |  |                                  |  |  |                                 |  |
|                                        |                                       | Eleanor Holland                             |                                                 |  |  |       |  |  |                                  |  |  |                                 |  |